# Марк Кальпурний Лонг
Луций Марций Целер Марк Кальпурний Лонг (лат. Lucius Marcius Celer Marcus Calpurnius Longus) — римский политический деятель первой половины II века.
Лонг происходил из памфилийского города Атталия. Вероятно, он был потомком переселенцев из Италии. Предположительно, его отцом был проконсул Ахайи в правление императора Адриана (117—138 гг.) Кальпурний Руф. Лонг родился около 105 года. В 122/125 году он входил в состав коллегии четырёх, следивших за состоянием дорог. В 125/128 году Лонг находился на посту военного трибуна I Италийского легиона. Около 130 года он был квестором, около 133 года занимал должность народного трибуна. Спустя два года, в 135 году, Лонг стал претором. Около 140 года он находился на посту легата при проконсуле провинции Вифиния и Понт. В 143 или в 145/146 году Марк был проконсулом Африки. Наконец, в 144 году он достиг вершины своей карьеры — должности консула-суффекта, которую он занимал вместе с Децимом Велием Фидом.